# Тилламук (Орегон)
Тилламук (англ. Tillamook) — город и административный центр округа Тилламук в штате Орегон в Соединённых Штатах Америки.
Согласно данным переписи населения США 2020 года число жителей города 
составляло 5204 человека, что, для такого небольшого населённого пункта, существенно больше (+ 5.5%), чем было во время предыдущей переписи, проводившейся в 2010 году (4935 человек).

## История
Капитан Роберт Грей впервые бросил якорь в заливе Тилламук в 1788 году, что ознаменовало первую зарегистрированную высадку европейцев на побережье Орегона.

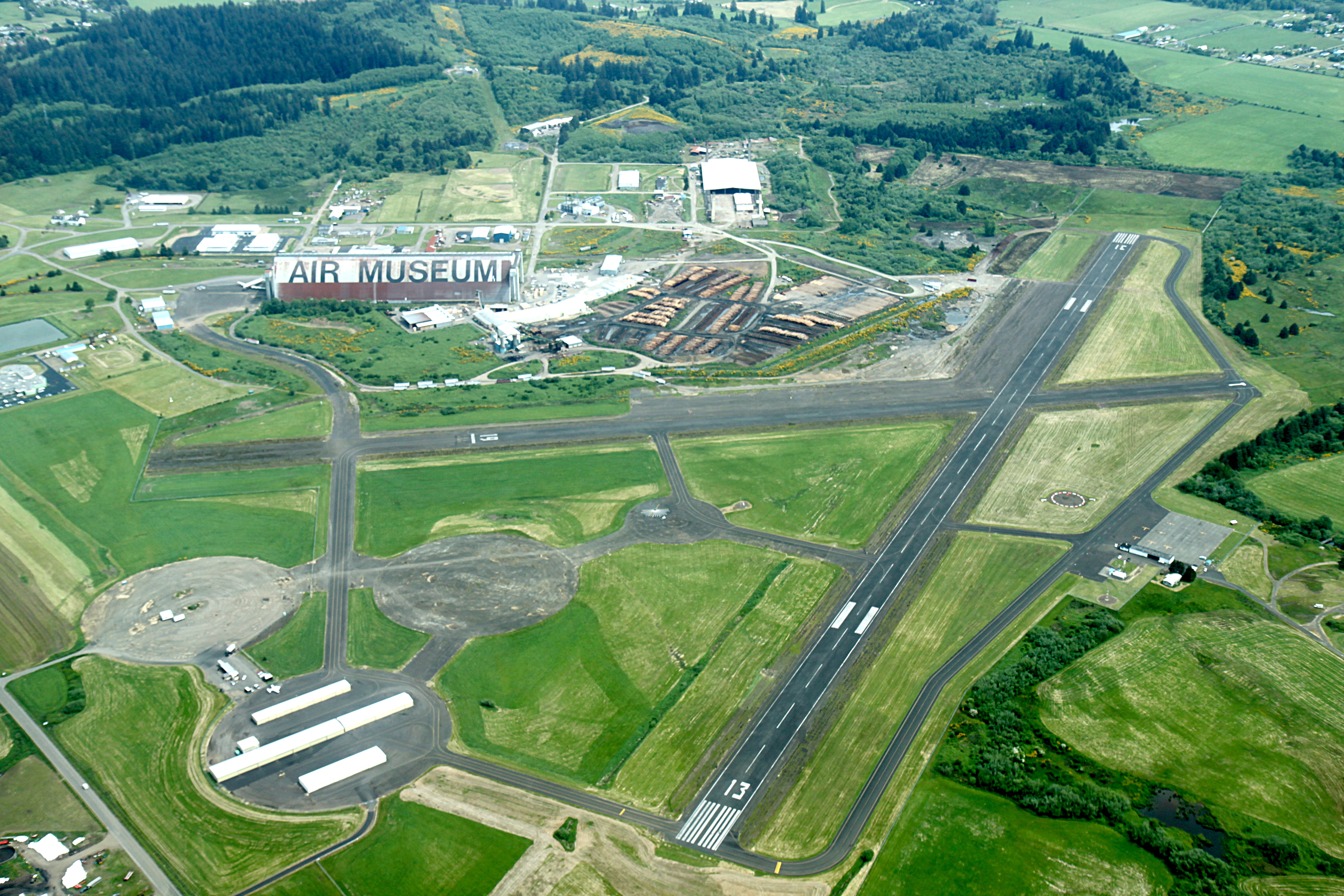
Тилламук (авиабаза) и Музей авиации Тилламука

Поселенцы начали прибывать в начале 1850-х годов, и округ Тилламук был создан территориальным законодательным собранием в 1853 году. В 1862 году был заложен сам город, а в 1866 году открылось первое почтовое отделение. Город был избран административным центром округа в 1873 году, а в 1891 году Тилламук был официально инкорпорирован в качестве города. Назван в честь народа тилламук, жившего в этих местах в доколумбову эпоху.
Во время Второй мировой войны Военно-морские силы США, опасаясь появления вражеских дирижаблей, управляли станцией слежения, относящейся к авиабазе Тилламук. Станция была выведена из эксплуатации в 1948 году, а в сохранившемся здании сейчас находится Музей авиации Тилламука.

## География
Согласно данным Бюро переписи населения США, общая площадь Тилламука составляет 1,7 квадратных мили (4,40 км2), и вся эта территория приходится на сушу; тем не менее в районе города протекает пять рек: Тилламук, Траск, Уилсон, Килчис и Майами к северу от города.